# Temperantia
Temperantia — монотиповий рід грибів родини пецицові (Pezizaceae). Назва вперше опублікована 2011 року.

## Класифікація
До роду Temperantia відносять 1 вид:
- Temperantia tiffanyae

## Поширення та середовище існування
Знайдений у ґрунті, утвореному льодовиками у високогірних мішаних листяних лісах у штаті Айова, США.